# TV4
TV4 är en svensk reklamfinansierad TV-kanal som sänder linjärt och digitalt, ägd av TV4 Media. TV4 är Sveriges största reklamfinansierade TV-kanal som påbörjade sina sändningar via satellit och kabelnät den 15 september 1990. Sändningar över marknätet började 2 mars 1992. TV4 Play startades i april 2009 och är den digitala destinationen för TV4:s innehåll.  
TV4 sänder också via marknätet på Åland och krypterad via Boxer TV Access-marknätet i hela Danmark. I Finland, Danmark och Norge är det även möjligt att se TV4 via kabelnäten.

## Historik
Våren 1984 arbetade Ingemar Leijonborg och Gunnar Bergvall fram en affärsplan för en svensk kommersiell TV-kanal. I planen ingick en finansieringskalkyl för en sådan kanal. Det visade sig att projektet var ekonomiskt försvarbart och de sade upp sig från sina jobb, Leijonborg från SVT och Bergvall från Bonniers. Hösten 1985 ställde investmentbolaget Proventus upp med 2,5 miljoner kronor som en första projektfinansiering. De skaffade kontor för sitt nystartade bolag som hette Nordisk Television AB på Birger Jarlsgatan och en sekreterare. Men ett år senare hade Proventus intresse svalnat och Leijonborg/Bergvall var tvungna att hitta nya finansiärer. 1987 fick de in nya investerare. Providentia (Wallenbergsfären), före detta Föreningsbanken, SPP och bokförlaget Natur & Kultur var beredda att satsa tio miljoner kronor. En TV-skola startades för att kunna utbilda TV-producenter och scriptor. Man rekryterade folk, främst från SVT, till exempel Lars Weiss, Jan Scherman, Bengt Magnusson och Jan Zachrisson.
Målet var att göra en nyskapande och hippare variant av SVT med en tung nyhetsredaktion och egenproducerade serier och som samtidigt skulle bli Sveriges största TV-kanal. När alla planer skulle börja realiseras hyrdes en fastighet i Storängsbotten som gjordes om till TV-station.

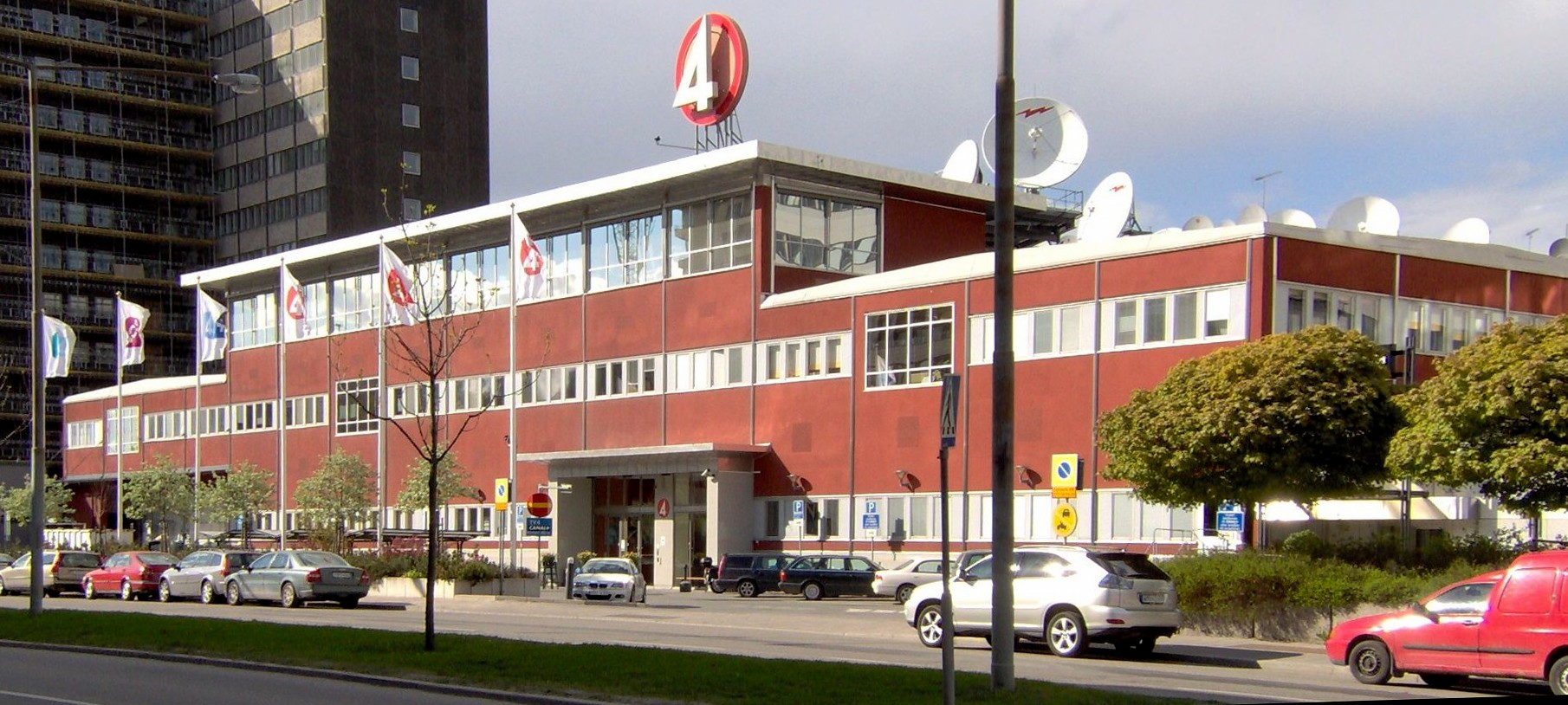
TV4-gruppen vid Tegeluddsvägen, 2006.

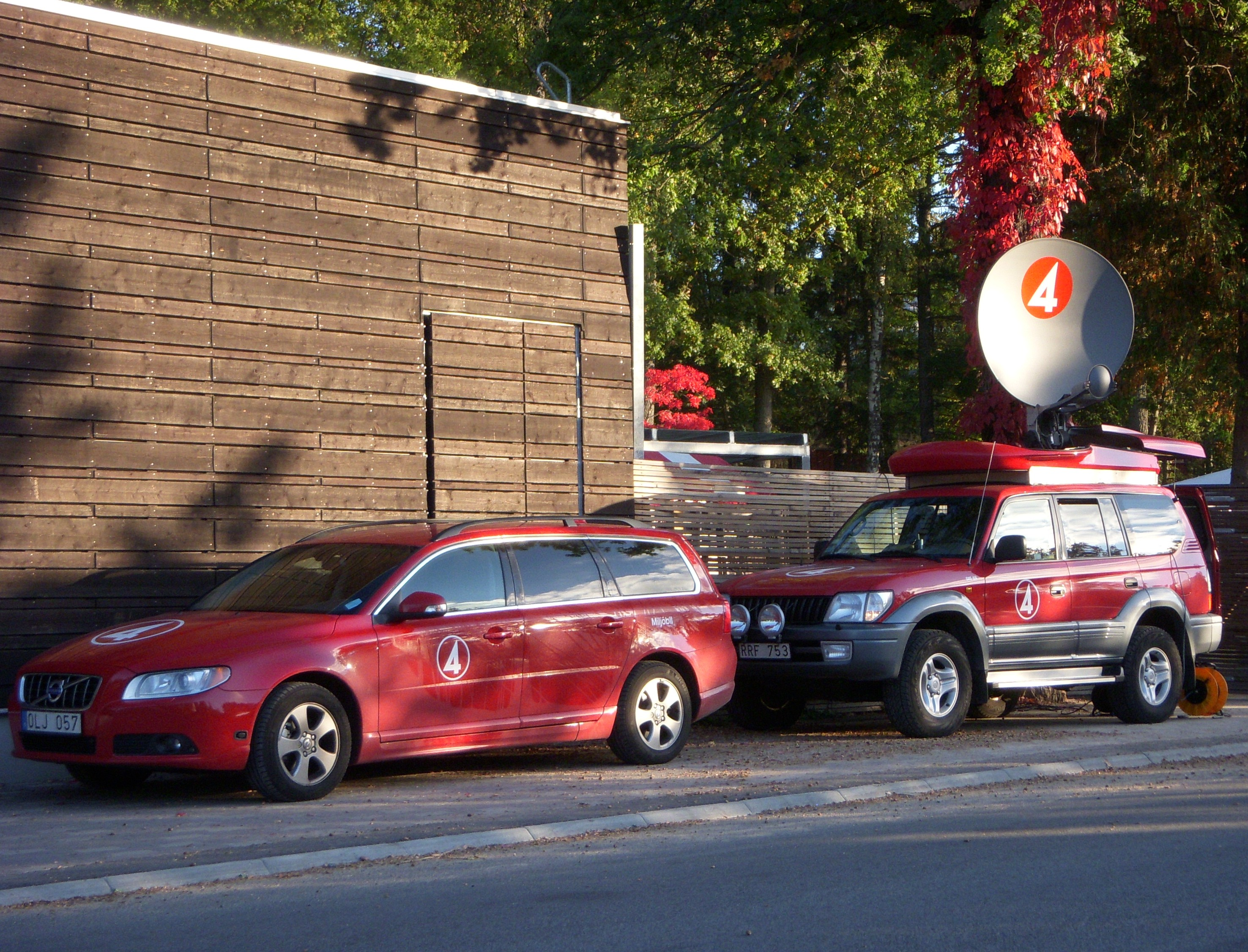
TV4:s reportagebilar på uppdrag, 2010.

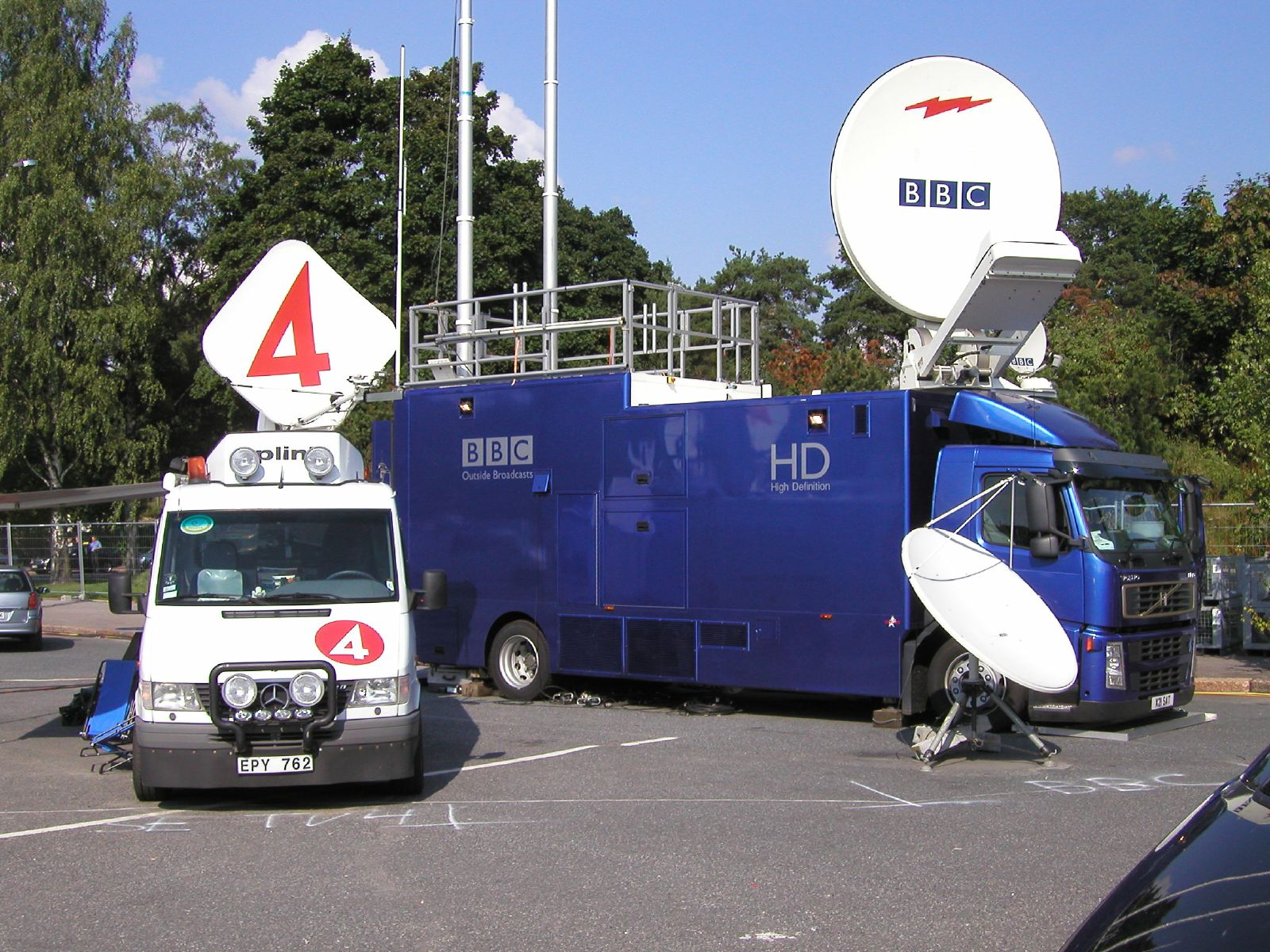
TV4 och BBC vid friidrotts-VM i Helsingfors 2005.

Den 15 september 1990 började sändningarna över dåvarande Tele-X-satelliten. Premiärsändningen hade tekniska problem och dagen efter skrev Expressen "Lägg ned TV4 – om det inte blir bättre!" på sin löpsedel. Den löpsedeln satt på många medarbetares rum den första tiden som en sporre att bli bättre. De egenproducerade dramaserierna Destination Nordsjön och Rosenholm fick skoningslös kritik.

### Kamp om tillstånd för marknätet
Huvudartikel: den tredje marksända TV-kanalen i Sverige
Hösten 1991 skulle regeringen ge koncession åt en reklamfinansierad TV-kanal att sända över marknätet. Det kom in 30 ansökningar, varav 20 var ifyllda på ett formulär som Expressen hade publicerat. De två huvudkonkurrenterna var TV4 (Nordisk Television) och Rix TV/M3 (Kinnevik). För att få koncessionen fanns krav på lokal spridning av produktionen och att det fanns en bred krets av ägare. Den 11 september 1991 meddelade kulturminister Bengt Göransson att M3 skulle tilldelas koncessionen och att regeringen skulle fatta det formella beslutet dagen efter. Det var valkampanj och moderaternas partiledare Carl Bildt gick ut och sa att en borgerlig regering skulle riva upp beslutet. Göransson tog då tillbaka sitt uttalande samma kväll.
Kinnevik gjorde då upp med Nordisk Television. Mot att man drog tillbaka sin ansökan för Rix TV fick man gå in som 30-procentig ägare av Nordisk Television. Dessutom bildades ett bolag, Airtime, som skulle sköta försäljningen av reklam i både TV3 och TV4 och där Kinnevik ägde 55 procent. På så vis kunde Kinnevik få kontroll över det bolag som sålde 90 procent av den svenska TV-reklamen. TV4 sade i juli 1993 upp avtalet vad gäller Airtime, och klippte även i ren fysisk bemärkelse av dataförbindelsen, för att istället bygga upp en egen försäljningsorganisation. Detta ledde till flera års juridiska strider mellan Kinnevik och resten av TV4:s ägare. Parterna förlikade hösten 2002 när Kinneviks ägare Jan Stenbeck avled.
När Kinnevik blev delägare fick grundarna Leijonborg och Bergvall lämna företaget.[källa behövs]
Nordisk Television tilldelades koncessionen den 7 november 1991. Den 2 december 1991 inleddes provsändningar av TV4 från Göteborg (kanal UHF 46), Hörby (50), Karlstad (46), Malmö (47), Norrköping (54), Stockholm (42), Sundsvall (50), Uppsala (52), Västerås (51), Örebro (58), Linköping (34), Solna (61), Södertälje/Blombacka (53) och Södertälje/Ragnhildsborg (66).

### Reguljära sändningar i marknätet
Den 2 mars 1992 började man sända reguljärt i marknätet. I och med detta bröts SVT:s monopol på marksänd television. Till en början nådde kanalen 65 procent av tittarna vilket dock byggdes ut i snabb takt. Det första programmet på den nu markbundna kanalen var ZTV som då fungerade som ett programblock på eftermiddagarna. Under hösten 1992 pekade siffrorna åt rätt håll. Publiken började titta på program som Fångarna på fortet (Erik Blix första säsongen), Bingolotto (Leif "Loket" Olsson), Kär och galen (Lotta Engberg), Tur i kärlek (Agneta Sjödin och Adam Alsing) samt Jeopardy (Magnus Härenstam). Den 14 september 1992 startade TV-morgonprogram i TV4. Programmet hette Gomorron och sände 06.30 till 08.30.
Under en kort period i början av 1990-talet hade TV4 en norsk systerkanal, TV4 Norge, men den lades ner efter något år.[källa behövs]
Under resten av 1990-talet sände man publiksuccéer som Stadskampen (Staffan Ling och Sofia Wistam), På rymmen (Martin Timell), Gladiatorerna (Agneta Sjödin), TV-serier som Tre Kronor (1994–1999), Skilda världar (1996-2002), c/o Segemyhr (1998–2003), En fyra för tre (1996–1997), Heja Björn (2002), Rena rama Rolf (1994–1998), Sikta mot stjärnorna, Sen kväll med Luuk (1996–2004) och Vem vill bli miljonär? samt faktaprogram som Nyhetsmorgon (sedan 1992), Kalla fakta (sedan 1991), Svart eller vitt (1994–2001) och Diskus.
Den 1 september 1999 började TV4 sända i det svenska digitala marknätet. TV4:s analoga sändare avvecklades med start den 19 september 2005 på Gotland och från och med den 15 oktober 2007 sänds TV4 enbart digitalt (den analoga satellitsignalen slopades redan år 2004).
År 2006 täckte de marksändare TV4 använder 98 procent av den svenska befolkningen. Motsvarande siffra för SVT är 99,8 procent.
Från juni 2010 blev det möjligt att se på TV4 och dess dåvarande syskonkanaler Sjuan, TV400/TV11 och TV4 Fakta via Telia, 3 och Tele2.

### Widescreen och HD-sändningar
Från den 16 april 2007 sänds allt egenproducerat material (det vill säga nyheter, ekonomi, sport och aktualiteter) i bredbild. Den 15 oktober började TV4 likt övriga större svenska kanaler sända reklam och programpresentation i bredbild. Detta kan ses som ett led i övergången till HDTV.
En HDTV-version av kanalen, TV4 HD, lanserades den 28 maj 2007 klockan 20.55. Till en början började kanalen sända serierna 24, Numbers och Ghost whisperer i HD. Vid sändningsstart beräknades TV4 HD sända fem timmar HD-material i veckan. Efter hand har det utvecklats och fotbolls-EM 2008 kunde ses i HDTV. HDTV-utbudet utökades senare med svenska program och filmer.

## Reklam
När TV4 började sända i marknätet fick de inte avbryta programmen för reklam. De fick bara sända reklam mellan programmen. Detta försökte kanalen dock gå runt på flera sätt, bland annat genom så kallade Införprogram.
Exempelvis var Fångarna på fortet uppdelat i två delar som skildes åt av en paus där man visade programmet Inför Bingolotto, med reklam däremellan. Genom åren fanns det flera Införprogram, och Granskningsnämnden för radio och TV (GRN) fällde upprepade gånger TV4 för program som Inför Hockeykväll och Inför Bio 4.
I maj 2000 introducerade TV4 Dagens namn som sändes flera gånger om dagen istället för Införprogrammen. Detta byttes senare ut mot Om en bok. Om en bok betraktades av GRN som ett eget program som därmed fick omges av reklam.
TV4 lobbade dock flitigt för införande av reklamavbrott. De lyckades slutligen få till stånd en ändring av radio- och tv-lagen (RTL) som trädde i kraft den 1 april 2002. Därmed blev det tillåtet för TV4 att avbryta program för reklam. Svenska kanaler som sänder från Storbritannien (exempelvis TV3 och Kanal 5) har dock ännu mer generösa regler för reklamavbrott.
Fram till 2007 fick högst tio procent av sändningstiden vara reklam vilket i snitt innebar sex minuter per timme. Mellan 19.00 och midnatt får TV4 som mest sända tio minuter reklam per timme. Det innebär att kanalen kan vara tvungen att sända mindre reklam övrig tid för att totalt ej ha mer än tio procent reklam. Det är ej tillåtet att bryta för reklam i barnprogram eller gudstjänster. Om ett program har flera reklamavbrott måste det vara minst 20 minuter mellan avbrotten. På ett år har TV4 cirka 20 000 reklamavbrott, visar 118 000 olika reklamspotar och har över 400 annonsörer. På lokal nivå kan vädersändningar och andra utvalda program bokas för värdskap i upp till 30 olika sändningsområden.

### Generösare reklamregler
År 2008 ändrades lagen så att TV4 nu får sända reklam högst 15 procent av sändningstiden och maximalt 12 minuter per timme. Eftersom 12 minuter inte är 15 procent utan 20 procent så får TV4 fördela reklamtiden över dygnet. Detta är anledningen till att det är mycket lite reklam på natten och betydligt mer på kvällstid. Om ett program har flera reklamavbrott måste det vara minst 20 minuter mellan avbrotten i programmet. Enda undantaget är barnprogram där kanalen inte har rätt att sända reklam före, efter eller under programmet.
Från och med den 1 augusti 2010 ändrades reklamreglerna återigen. Detta innebar för TV4 att de får sända mer reklamtid, likt TV3 och Kanal 5.

## Program
TV4 sänder en blandning av program som omfattar bland annat nyheter, sport, långfilm, underhållning, samhällsprogram, komediserier, dramaserier, såpoperor, spelprogram med mera. Det program som haft flest tittare i TV4:s historia är matchen mellan Sverige och Danmark i fotbolls-EM den 22 juni 2004 som sågs av 3,8 miljoner tittare.

### Nyheter och samhälle
TV4:s nyhetsprogram Nyheterna har haft två huvudsändningar på kvällen sedan kanalen började sända. Ursprungligen var Nyheternas sändningstider 19.00 och 22.00.
I början av 1990-talet lade man Nyheterna samtidigt som Rapport för att kunna hålla kvar de tittare som tittat på Jeopardy. Försöket att utmana SVT fungerade dock inte och programmet flyttades så småningom till 18.30. Status quo uppnåddes sedermera när Nyheterna sedermera flyttades till 19.00.
TV-morgonprogramet Nyhetsmorgon började sändas på vardagar hösten 1992. Ursprungligen var Nyhetsmorgon två timmar långt, men programmet har sedan utvidgats successivt och från april 2006 sänds Nyhetsmorgon mellan 05.50 och 10.00. I Nyhetsmorgon sänds nyheter, väder, ekonominyheter, sport och lokala nyheter varvat med inslag från "soffan" (senare "frukostbordet"), där två programledare intervjuar inbjudna gäster med mera. Sedan den 2 januari 2006 sänds också en 15 minuter lång lokal slot i programmet. Klockan 09.15 bryts programmet ner på nio regioner där alla de lokala programmen – förutom Nyhetsmorgon Stockholm och Nyhetsmorgon Mitt – samproduceras av två lokal-tv-stationer, till exempel Nyhetsmorgon Halland Öresund, Nyhetsmorgon Gävle Dalarna Uppland eller Nyhetsmorgon Mälardalen Öst.
Nyhetsmorgon började sända på helger under 2000-talet. På helgerna fokuserar programmet i högre grad på frukostbordet och nyheter sänds bara en gång i timmen.
TV4 har sedan starten sänt sitt granskande program Kalla fakta.
År 2007 tog TV4 över sändningarna från Nobelfesten och prisutdelningarna från Sveriges Television. Året därefter var sändningarna tillbaka på SVT sedan de bättre uppfyllt Nobelkommitténs kravlista.
Den 15 april 2008 lanserades den webbaserade nyhetskanalen.
I Fuskbyggarna anklagas byggföretag för felaktigt utförda arbeten som de senare struntar i att åtgärda. Ett av avsnitten fälldes i granskningsnämnden november 2011. Därefter har programmet, och media i stort, själva anklagats för att medvetet inte göra rätt.
Det senaste steget i TV4:s nyhetssatsning är TV4Nyheternas app och TV4.se där notiser, livesändningar och nyhetssändningar pågår dygnet runt.

### Underhållning
Den 19 oktober 1991 sände TV4 spelprogrammet Bingolotto för första gången. Programmet kom att bli en långkörare och behöll sin plats på lördagarna i över tolv år. År 2004 flyttades Bingolotto till en tidigare tid på söndagskvällen samtidigt som lördagarna veks helt åt två långfilmer under Movie Night-vinjetten.
Våren 2006 förändrades lördagarna igen och man började visa underhållningsprogram som Deal or No Deal samt serier med långfilmslånga avsnitt. Efter 2007 slutar Bingolotto sända i TV4 och flyttas till systerkanalen TV4 Plus.
År 2004 sände första säsongen av talangjakten Idol i TV4, Idol 2004. Programmet blev en publikframgång, framförallt bland den yngre delen av befolkningen där Idol under 2005 och 2006 var bland de mest sedda programmen; endast Melodifestivalen och sportsändningar har haft högre tittarsiffror bland dessa.
I januari 2006 var det premiär för Let's Dance. Programmet blev populärt och hade över två miljoner tittare flera gånger.
Humorprogrammet Parlamentet började sändas 1999 och hade hösten 2007 sänts i arton säsonger.
Den mycket populära dokusåpan Expedition Robinson som tidigare har sänts i SVT (1997–2004) och TV3 (2004–2005), sänds 2009 i TV4 under namnet Robinson 2009.
Skärtorsdagen 2009 hade programmet Hjälp! Jag är med i en japansk tv-show med Carolina Gynning premiär. Programmet går ut på att nio svenska kändisar medverkar i en japansk TV-show där de får tävla i diverse väldigt konstiga tävlingar. Första avsnittet sågs av 1 215 000 tittare.
Hösten 2011 hade Pengarna på bordet premiär. Programledare de två första säsongerna var Peter Jihde. 2013 bytte programmet namn till Miljonlotteriets pengarna på bordet och Paolo Roberto tog över som programledare.
Under 2021 lanserades bland annat underhållningsprogrammet Masked Singer, som under premiäravsnittet lockade över två miljoner tittare.[källa behövs]

### Drama
TV4 har sedan starten sänt drama producerat för kanalen. Bland de första dramaproduktionerna som gjorts för TV4 finns Rosenholm, Destination Nordsjön och Fiendens fiende. Under 1990-talet gjordes ett antal såpoperor såsom Tre kronor, Skilda världar och Nya tider.
Hösten 2007 sände TV4 den påkostade dramaserien Labyrint. Efter att TV4 blivit missnöjda med tittarsiffrorna – tredje avsnittet hade 280 000 tittare – flyttades serien till en senare tid och ersattes av Medium. Det rapporterades att serien hade kostat 50 miljoner kronor för TV4.
I september 2007 meddelade TV4 att de skulle delta i produktionen av filmen Arn – Tempelriddaren efter att Sveriges Television hoppat av projektet.
Under våren 2008 meddelande TV4 att de skulle fortsätta storsatsa på dramaproduktioner. Serien Oskyldigt dömd med Mikael Persbrandt börjar sändas under hösten 2008 och 2010 visades sex nya filmer om Johan Falk från Noll Tolerans.
Under senare år har satsningarna fortsatt, med serier så som Gåsmamman och Knutby.

### Sport
När TV4 sänder sport sänder de främst större mästerskap inom exempelvis fotboll, handboll och friidrott. Renodlade sportsändningar var ovanliga under TV4:s första år, men kom sedan att bli allt vanligare.
1998 sände TV4 för första gången fotbolls-VM tillsammans med SVT, som tidigare haft ensamrätt på turneringen. År 2000 sände TV4 fotbolls-EM för första gången, även det tillsammans med SVT. År 2008 sänds fotbolls-EM för första gången enbart i TV4, vilket gjorde att TV4-gruppen under juni 2008 för första gången blev Sveriges största TV-bolag tittarmässigt. Även damfotbolls-VM sänds i TV4 sedan 2003. TV4 har även sänt damernas och herrarnas handbolls-VM och friidrotts-VM.
Sportnyhetsprogrammet Sporten har sänts ända sedan TV4 började sina sändningar. TV4 har också ett omfattande samarbete med ATG som sänder travsändningar i kanalen.

### Spelprogram
År 2003 började TV4, likt TV3 och Kanal 5 sända spelprogram såsom  Ringoling och Ordjakten. I februari 2007 polisanmälde Lotteriinspektionen TV4 för misstänkt brott mot lotterilagen efter att man tagit emot flera anmälningar från tittare som känt sig lurade efter att ha ringt in till program som Ordjakten, Hjärnkoll, Game-on, Hitta ordet och Jackpot.
Lotteriinspektionens jurister hävdade att tävlingarna var ett lotteri och att 35 till 50 procent av omsättningen av inringda pengar därmed ska falla tillbaka på spelarna. I verkligheten rörde det sig om cirka en procent. Under ett dygn kan verksamheten omsätta 200 000 till 300 000 kronor.[källa behövs] I november 2007 rapporterade tidningen Metro att TV4 inom en snar framtid ska skära ner på dessa program. Anledningen är att kanalen kraftigt vill öka reklamtiden under tider med få tittare, för att detta ska fungera krävs program som fler skulle se på. Under senvåren 2008 skedde också detta, och sedan dess har TV4-kanalen inte sänt denna typ av spelprogram. De fanns dock kvar en tid i systerkanalerna TV4 Plus och TV4 Sport.

## Distribution
TV4:s analoga sändarnät täckte fram till den analoga nedsläckningen 98 procent av befolkningen, till skillnad från SVT:s båda nät som täckte 99,8 procent. Anledningen var att det inte fanns marknadsmässiga grunder att vidare investera i det analoga nätet för att nå högre täckning. I stället hänvisades dessa 2 % till satellitsändningar för att ha möjlighet att se TV4. 
Kanalen var under flera år inte tillgänglig på Viasats satellitplattform. Efter att en överenskommelse nåtts skulle Viasat ha börjat sända kanalen den 21 april 2005, men en avtalstvist mellan TV4 och Canal Digital fördröjde lanseringen till den 1 januari 2006.
TV4 HD är tillgänglig för Canal Digitals parabolkunder, Com Hem:s kabel-tv-kunder, och Boxers kunder i marknätet. Ett av kraven för att få sändas i marknätet var att TV4 skulle sända ut de lokala nyheterna även i TV4 HD.
HD-versionen sänder i 1080i med 5.1-ljud, med undantag för digitala marknätet där sändningen sker i 720p med 5.1-ljud. I marknätet är TV4 HD krypterad, till skillnad från SDTV-versionen. Detta innebar vid starten november 2010 att det krävdes ett särskilt abonnemang för att se få tillgång till kanalen via marknätet. Senare ändrades detta, så att kanalen ingår i Boxers samtliga kanalpaket och därmed krävdes inte längre något tilläggspaket.

## Publikkontakt
I början av 2023 stängde TV4 sin telefonväxel för frågor, synpunkter och tips.:9m2s

## Ekonomi
TV4 AB är ett aktiebolag och ger ut årsredovisningar som visar på företagets ekonomi. Företaget ägs till 100 procent av Bonnierkoncernen, men 20 juli 2018 tillkännagavs att Telia Company förvärvar hela Bonnier Broadcasting för strax under 10 miljarder SEK. För 2005 gick kanalen med en vinst på 262 miljoner kronor efter finansnetto. Omsättningen var 3 miljarder kronor år 2006.

### Koncessionsavgift
TV4 var den enda reklamfinansierade kanalen i marknätet när kanalen började sända där 1992 och betalade pengar till staten för detta privilegium. Denna så kallade koncessionsavgift behölls inledningsvis när det digitala marknätet startades.
Avgiften bestod av en fast avgift och en procentandel av reklamintäkterna enligt lagen om koncessionsavgift på televisionens och radions område. Enligt uppgifter från Radio- och TV-verket uppgick denna sammanlagda avgift till 388 miljoner kronor år 2004, en nedgång från en toppnotering på 548 miljoner kronor år 2000. Koncessionsavgiften utgjorde därmed cirka en fjärdedel av företagets omsättning på cirka två miljarder (som jämförelse hade SVT en budget på cirka 3,8 miljarder kronor). TV4, som hade att uppfylla samma villkor avseende bland annat lokal produktion som SVT enligt föreskrifterna i Radio- och TV-lagen (men inget public service-åtagande), genererade således ett nettoöverskott till statskassan.
I takt med att TV4:s monopolställning avtog och tillgängligheten på reklamfinansierade TV-kanaler ökade genom digitaliseringen av TV-nätet föreslog en statlig utredning att koncessionsavgiften för TV4 skulle upphöra (SOU 2003:47, Koncessionsavgift på televisionens område). TV4:s tillstånd för sändningar i det analoga marknätet upphörde den 1 februari 2008 och TV4 slutade därmed att betala denna avgift.

## Lokala stationer

TV4:s lokala stationer fram till 2009.

TV4 var enligt sitt sändningstillstånd tvunget att upplåta sändningstid till lokala tv-program. Stationerna ägdes av olika företag runt om i Sverige med minoritetsägande från TV4. När stationerna startade var deras sändningar inte lika integrerade i TV4:s sändningar som de skulle komma att bli några år senare, utan de hade särskilda slottar under dagtid då TV4 "lämnade över" till de lokala stationerna. Efter starten av TV Uppland 1996 var antalet stationer 16 stycken. Lokal-TV:s sändningar förändrades med tiden till att fokusera mer på nyheter och började även sända på kvällstid.
TV4 började efter en tid köpa upp lokalstationerna för att vara helägare till samtliga. År 2001 var man helägare till alla stationer inom koncernen. År 2003 gick den fristående TV4 Fyrstad i konkurs. Lokal-TV-bolagen fusionerades, först till fem regionbolag och under 2004 till ett enda företag för hela Sverige: TV4 Sverige.
Den 1 februari 2008 slutade TV4:s sändningstillstånd från regeringen att gälla och därmed var kanalen inte längre skyldig att sända från sexton olika platser. Till en början fortsatte sändningarna som tidigare, med undantag för det lokala nyhetsmagasinet i Nyhetsmorgon som upphörde i maj 2008. TV4 sjösatte så småningom en omorganisation som innebar att man övergav det tidigare upplägget med sexton stationer som sände över sexton områden. Istället samordnades sändningarna till fyra orter – Stockholm, Göteborg, Malmö och Umeå – som sände över 24 olika områden. Förändringen slutfördes i mars 2009 när många stationer bytte namn och de nya programmen började sändas.. I juni 2014 slopades samtliga av TV4:s lokalnyheter och ersattes av resande reportrar. 

## Logotyp och kanalprofiler

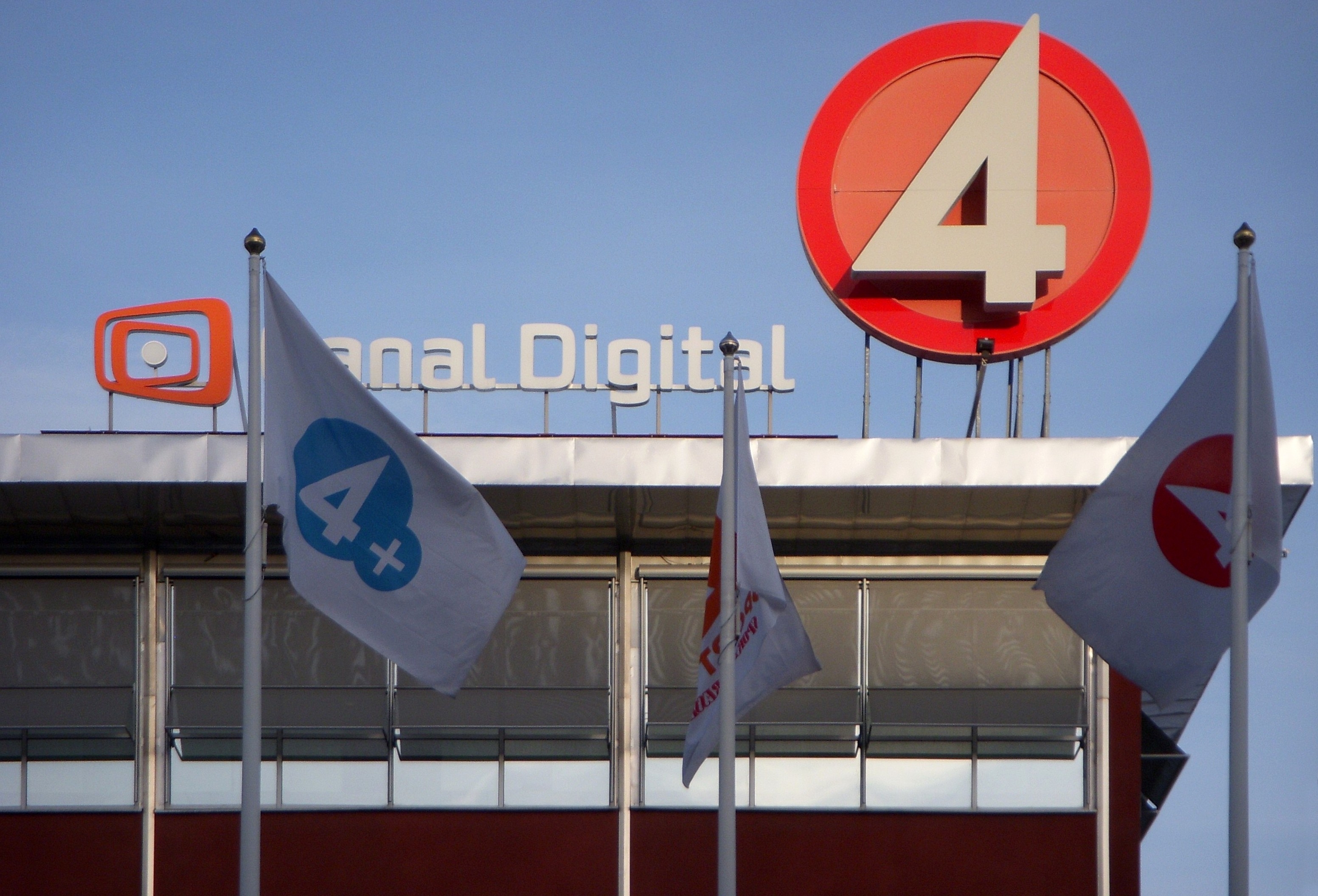
TV 4:s logotyp och flaggor 2011.

TV4:s logotyp fick sin nuvarande utformning med en vit fyra på en röd fylld cirkel år 1996 när man flyttade till de nuvarande lokalerna i det så kallade TV4-huset i Stockholm.

### 1990–1992
Typsnittet på själva fyran har i stort dock varit detsamma sedan starten den 15 september 1990. Då användes en röd fyra med en ring samt fyra streck (vilket formade ett "sikte"). Ursprungslogotypen är designad av Jerker Belvert. Den första kanalvinjetten visade först en runhäll följd av fyra fyror i de fyra grundfärgerna som lades ihop och blev en röd fyra, varpå ringen med de fyra strecken lades till runt denna.

### 1992–1996
Den 2 mars 1992 när TV4 började sända i marknätet byttes två av strecken i siktet ut mot en gul och en röd pil. I kanalvinjetter användes en oftast vit fyra som bakom sig hade ringar och "skärvor" som snurrade, något som skulle skapa associationer till ett urverk. Vinjetterna var oftast årstid- eller högtidsbetonade, med olika bakgrunder såsom den tidigare runhällen.  
1993 lanserade TV4 kampanjen TV4 – En del av Sverige där man lade emfas på sitt svenska ursprung.

### 1996–1999
Den 13 maj 1996 när TV4 flyttade till de nuvarande lokalerna i så kallade TV4-huset i dåvarande lagerdelen för Philipshuset på Tegeluddsvägen fick kanalen en ny logotyp. Fyran förblev vit men fick ett något förändrat typsnitt med en röd ifylld cirkel som bakgrund. Den nya logotypen användes dock inte i vinjetter. Där användes istället en grå fyra. Runt fyran snurrade orden "TV4 Sverige" för att bilda en lysande ring. Bakgrundfärgen var vanligtvis orange samt ytterligare någon färg. Före reklam visades en kortare vinjett där orden "TV4 Sverige" bytts ut mot "Reklam". I trailrar användes dock den röda logotypen med vit fyra.

### 2000–2004
Inför millennieskiftet lanserades en ny kanalprofil producerad av grafikbyrån English & Pockett i London. TV4 hade denna gången den uttryckta målsättningen att komma närmare tittarna. Man lämnade därför 3D-grafiken för filmade vinjetter samtidigt som man förminskade logotypen avsevärt. Tidigare upptog denna nästan hela skärmen. Logotypen var dessutom konsekvent en röd cirkel med vit fyra.
I kanalvinjetter och trailrar kom fyran fram genom ett antal cirklar som dök upp över skärmen, och en av dessa cirklar innehöll fyran. Som bakgrund användes olika spegelbilder där man visade en filmsekvens (föreställande till exempel en hund eller någon som dyker) och vid sidan av eller under denna visade samma sekvens, fast spegelvänt. Nyheterna och Sporten fick grafik på samma tema och en ny studio den 10 januari 2000.

### 2004–2006
Denna kanalprofil var i stort sett oförändrad fram till den 5 mars 2004 då samtliga vinjetter och trailrar byttes ut mot en ny variant med rundare former. Företagslogotypen var dock oförändrad även om den tog upp en något större del av tv-skärmen än tidigare. Samtidigt byttes den lilla fyran uppe i högra hörnet ut mot en modifierad version av företagslogotypen.
I de vinjetter som visas före och efter reklam samt före vissa program användes korta filmer som man hade lagt olika mönster ovanpå och sedan kunde se händelserna genom hålen. Dessa föreställde bland annat folk som kramades, hår som kammades ("Hår"), ett barn som leker med klossar, någon som åker skateboard, en larv som kryper ("Fjäril"), med mera.
Under 2005 lades fler vinjetter till samlingen. I maj lanserades vinjetterna "Lava" och "Twist", som bestod av en lavalampa respektive en snurrande korg i olika färger. Andra vinjetter från 2005 var "Solfjäder" med asiatiskt tema och "Reptamp".
Den 1 januari 2006 byttes alla vinjetter ut mot nya, som dock fortfarande använde cirkeltemat. De hade en något annorlunda färgsättning med bruna och röda bakgrunder (tidigare var bakgrundsfärgen alltid vit för de ordinarie vinjetterna). Vinjetterna innehöll företrädesvis människor som utförde olika sporter och motionsaktiviteter, men även ett dansande par samt en katt och en häst kunde ses i vinjetterna.
I april 2006 valde TV4 att återanvända de tidigare vinjetterna, och de nyare som introducerats i början av året försvann från rutan.

### 2006–2012
Under 2006 började TV4-personal och den engelske konsulten Martin Poole skapa en ny mer personlig kanalprofil. Under sommaren hade vinjetter filmats som kretsade kring kanalens programledare i en studiomiljö. TV4-logotypens runda cirkelform har en framträdande position i dessa studiomiljöer, främst i form av draperier bestående av cirklar i röda och rosa färger. Detta var den mest omfattande och dyraste omgörningen i kanalens historia.
Den nya profilen lanserades den 18 september 2006, dagen efter riksdagsvalet. Den 15 oktober 2007 gick programpresentationen över till 16:9-formatet och grafiken anpassades därefter.

### 2012–2018
Den 13 december 2012 introducerades ett nytt utseende. De nya vinjetterna inkluderar platser runt om i Sverige i dess bakgrunder, med bl.a. jämtländska skogar och vattenfall.

### 2018-2021
Under åren 2018-2021 fick varumärkena TV4 och TV4 Play samma design och logga (den röda fyran) för att allt mer gå mot "ett TV4", både linjärt och digitalt. Samtidigt avskaffade TV4 som sista TV-bolag i Sverige sina hallåor.[källa behövs]

### Nationalsången
TV4 avslutade under flera års tid dagens sändningar med att spela den svenska nationalsången över en film med bilder av Sverige och svensk natur. Det befäste kanalens svenska ursprung på ett sätt som kunnat ses i flertalet andra länder. År 2005 utvidgade TV4 sina sändningar till att omfatta hela dygnet och därför sändes nationalsången i det glapp som fanns mellan nattens sista program och Nyhetsmorgon eller helgmorgnarnas barnprogram. Den 26 februari 2006 klockan 06.45 tog nationalsången ett sändningsuppehåll för att sedan återkomma på samma sändningstid under 2009. Sedan 2009 sänds nationalsången som programutfyllnad under morgonen.